# ブラックゲイズ
ブラックゲイズ（Blackgaze）は、ブラックメタルとシューゲイザーの要素を組み合わせたジャンル。

## 特徴
ガーディアン紙はブラックゲイズという言葉を「ブラックメタルを白日のもとにさらし、ブラックメタルの特徴であるブラストビートと地下牢で叫んでいるようなヴォーカル、レーザーワイヤーのごとく鋭いギターサウンドに、ポストロック、シューゲイザーやポストハードコアの反復的なメロディを混ぜ合わせた新しいタイプのバンドを表すバズワード」だとしている。Exclaim!紙によれば、ブラックゲイズは「ブラックメタルのトゲトゲしく一風変わったサウンドと、シューゲイザーのメロウでドリーミーなサウンドを組み合わせたものである。ウルヴェルやサモニングのようなアトモスフェリック・ブラックメタルから多大な影響を受け、アルセストやAmesoeursのようなフランスの音楽プロジェクトによって早ければ2005年ごろには生み出されていたが、最近になってデフヘヴンのようなグループによる成功とともに一躍有名になった 」という。ガーディアン紙は、デフヘヴンを「ブラックゲイズの事実上の象徴であり、ブラックメタルの門戸をより多くの聴衆へと開くこととなった存在として最も可能性のあるもの」として挙げている。Exclaim!紙はデフヘヴンの2013年のアルバム’’サンベイザー’’をこのシーンにとって影響力のある作品だと評している。

## 発展
ガーディアン紙は「地理的には曖昧なシーン」だとしているが、ステレオガムのマイケル・ネルソンはブラックゲイズの起源をフランスのミュージシャンのネージュまで遡っている。ネージュはアルセスト、アメスール、ラントロスといったプロジェクトでの活動を通して、このジャンルの勃興を主導した人物である。ネルソンによれば、アルセストが2005年に発表したLe SecretというEPは「ブラックゲイズの幕開けとなった作品」だとのこと。彼はこのEPのサウンドを「コクトー・ツインズとバーズムのコラボレーション・スプリットのようだ」、「だいたい半分ぐらいが天使のような甘美な囁き声で、残りの半分ぐらいは荒く、冷ややかな金切り声で歌われている」と書いている。Exclaim!紙のナタリー・ジナ・ワルショッツは、ネージュをこのジャンルのパイオニアとしてあげているが、一方でデフヘヴンもこのジャンルの「台頭」を後押ししたと書いている ただ、デフヘヴンのヴォーカリストであるジョージ・クラーク自身は、バーズムの作品をデフヘヴンの音楽性の「青写真となったもの」としている。

## 受容
ブラックメタルやヘヴィメタルのファンの中には、デフヘヴンが2013年にアルバムサンベイザーをリリースしたことがきっかけとなって、ブラックゲイズがメタルコミュニティーの外でウケたことを批判するものもいる。

## 著名なアーティスト
- アルセスト[6]
- Altar of Plagues[6]
- Amesoeurs[7]
- Bosse-de-Nage[2]
- デフヘヴン[1][2][3]
- Ghost Bath[2]
- Vaura[1]